# 甲斐ノ山福人
甲斐ノ山 福人（かいのやま ふくひと、1921年3月4日 - 没年不明）は、山梨県東山梨郡塩山町（現・同県甲州市）出身で錦嶋部屋に所属した大相撲力士。本名は田草川 次夫（たくさがわ つぎお）。現役時代の体格は170cm、113kg。得意手は右四つ、寄り。引退後は、およそ9年半の間、年寄として後進の指導に努めた。

## 来歴・人物
14歳の時に錦嶋部屋へ入門し、1935年5月場所で初土俵を踏んだ。
「大蛇嶋」の名で初めて番付に載るまでに3年近くを要し、その後も出世は遅々として進まず、1944年1月場所で漸く新十両に昇進。そして、これを機に、四股名を故郷・山梨県の旧称に因んだ「甲斐ノ山」に改めた。
以降は、幕下と十両との往復を繰り返した。だが4度目の十両昇進となった1950年5月場所に於いて、13勝2敗という好成績で十両優勝を遂げると、翌9月場所で新入幕を果たした。
低い身長を活かして、下から潜り込んで押す相撲で、幕内に定着。最高位は1951年9月場所での西前頭10枚目に留まったが、幕内を通算12場所務めた。
十両に落ちてからも相撲を取り続けたが、1955年1月場所では十両下位で2勝13敗と大負けし、幕下への陥落が避けられない状況となった。翌3月場所では初日より休場し、同場所を以って34歳で引退。
引退後は年寄・立川から同・田子ノ浦を借株で襲名し、後輩達の指導に当たった。
1964年9月、元関脇・出羽錦の引退に伴って田子ノ浦の名跡を返上し、廃業。
以後は東京都世田谷区で、装飾用品店などを営んだという。

## 主な戦績
- 通算成績：227勝263敗12休 勝率.463
- 幕内成績：83勝97敗 勝率.461
- 現役在位：44場所
- 幕内在位：12場所
- 各段優勝
  - 十両優勝：1回（1950年5月場所）

### 場所別成績
| 1935年 （昭和10年） | x                  | x                      | （前相撲）            | x                 |
| 1936年 （昭和11年） | （前相撲）         | x                      | （前相撲）            | x                 |
| 1937年 （昭和12年） | （前相撲）         | x                      | （前相撲）            | x                 |
| 1938年 （昭和13年） | 東序ノ口12枚目 4–3 | x                      | 西序二段11枚目 2–5    | x                 |
| 1939年 （昭和14年） | 西序二段24枚目 4–3 | x                      | 西三段目41枚目 6–2    | x                 |
| 1940年 （昭和15年） | 東三段目9枚目 4–4  | x                      | 東三段目3枚目 1–3     | x                 |
| 1941年 （昭和16年） | 東三段目24枚目 4–4 | x                      | 東三段目6枚目 5–3     | x                 |
| 1942年 （昭和17年） | 東幕下38枚目 5–3   | x                      | 東幕下12枚目 5–3      | x                 |
| 1943年 （昭和18年） | 西幕下4枚目 4–4    | x                      | 東幕下5枚目 5–3       | x                 |
| 1944年 （昭和19年） | 西十両13枚目 6–9   | x                      | 西十両15枚目 5–5      | 東十両12枚目 6–4  |
| 1945年 （昭和20年） | x                  | x                      | 西十両4枚目 3–4–3     | 西十両7枚目 2–8   |
| 1946年 （昭和21年） | x                  | x                      | x                     | 西十両12枚目 6–7  |
| 1947年 （昭和22年） | x                  | x                      | 東幕下筆頭 2–3–1      | 西幕下4枚目 2–4   |
| 1948年 （昭和23年） | x                  | x                      | 西幕下9枚目 4–2       | 東幕下4枚目 4–2   |
| 1949年 （昭和24年） | 東十両15枚目 3–10  | x                      | 西幕下4枚目 9–6       | 東十両15枚目 4–11 |
| 1950年 （昭和25年） | 東幕下3枚目 10–5   | x                      | 東十両9枚目 優勝 13–2 | 東前頭20枚目 7–8  |
| 1951年 （昭和26年） | 東前頭20枚目 8–7   | x                      | 西前頭18枚目 9–6      | 西前頭10枚目 3–12 |
| 1952年 （昭和27年） | 東前頭17枚目 6–9   | x                      | 西前頭20枚目 11–4     | 西前頭12枚目 6–9  |
| 1953年 （昭和28年） | 東前頭14枚目 6–9   | 東前頭16枚目 10–5      | 東前頭13枚目 7–8      | 西前頭13枚目 6–9  |
| 1954年 （昭和29年） | 西前頭15枚目 4–11  | 西十両筆頭 6–9         | 西十両4枚目 5–10      | 東十両8枚目 3–12  |
| 1955年 （昭和30年） | 西十両16枚目 2–13  | 西幕下7枚目 引退 0–0–8 | x                     | x                 |
| 各欄の数字は、「勝ち-負け-休場」を示す。 優勝 引退 休場 十両 幕下 三賞：敢=敢闘賞、殊=殊勲賞、技=技能賞 その他：★=金星 番付階級：幕内 - 十両 - 幕下 - 三段目 - 序二段 - 序ノ口 幕内序列：横綱 - 大関 - 関脇 - 小結 - 前頭（「#数字」は各位内の序列） |                    |                        |                       |                   |

### 幕内対戦成績
| 力士名 | 勝数 | 負数 | 力士名   | 勝数 | 負数 | 力士名 | 勝数 | 負数 | 力士名   | 勝数 | 負数 |
| ------ | ---- | ---- | -------- | ---- | ---- | ------ | ---- | ---- | -------- | ---- | ---- |
| 愛知山 | 3    | 2    | 東海     | 1    | 1    | 五ッ洋 | 2    | 2    | 大岩山   | 3    | 2    |
| 大起   | 1    | 2    | 大ノ海   | 3    | 0    | 大昇   | 3    | 3    | 大晃     | 2    | 4    |
| 神錦   | 2    | 4    | 神若     | 2    | 1    | 北ノ洋 | 0    | 5    | 清恵波   | 3    | 2    |
| 九州錦 | 3    | 2    | 国登     | 2    | 1    | 高津山 | 1    | 1    | 小坂川   | 0    | 2    |
| 琴ヶ濱 | 1    | 3    | 琴錦     | 0    | 3    | 櫻國   | 2    | 3    | 櫻錦     | 0    | 1    |
| 潮錦   | 3    | 3    | 信夫山   | 3    | 4    | 嶋錦   | 1    | 1    | 清水川   | 0    | 1    |
| 大天龍 | 1    | 1    | 大龍     | 1    | 0    | 玉ノ海 | 1    | 1    | 常ノ山   | 0    | 4    |
| 輝昇   | 1    | 0    | 出羽ノ花 | 0    | 1    | 出羽湊 | 0    | 3    | 那智ノ山 | 0    | 2    |
| 名寄岩 | 2    | 1    | 鳴門海   | 1    | 4    | 白龍山 | 0    | 1    | 羽嶋山   | 1    | 1    |
| 備州山 | 3    | 1    | 平ノ戸   | 1    | 0    | 広瀬川 | 4    | 1    | 福ノ里   | 1    | 1    |
| 藤田山 | 2    | 1    | 二瀬山   | 0    | 2    | 双ツ龍 | 1    | 1    | 不動岩   | 2    | 0    |
| 増巳山 | 3    | 1    | 緑國     | 1    | 0    | 宮城海 | 1    | 3    | 宮錦     | 0    | 2    |
| 八方山 | 1    | 0    | 吉井山   | 5    | 1    | 吉田川 | 3    | 2    | 米川     | 0    | 1    |
| 若嵐   | 1    | 0    | 若瀬川   | 0    | 1    | 若ノ花 | 0    | 1    |          |      |      |

## 改名歴
- 大蛇嶋（おろちじま、1938年1月場所-1943年5月場所）
- 甲斐ノ山 福人（かいのやま ふくひと、1944年1月場所-1955年3月場所）

## 年寄変遷
- 立川 次男（たてかわ つぎお、1955年3月-1958年9月）
- 田子ノ浦 次夫（たごのうら つぎお、1958年9月-1964年9月）